# Никола Чотрић
Никола Чотрић (енгл. Nick Cotric; 18. новембар 1998) професионални је аустралијскосрпски рагбиста,, који тренутно игра за Каталонс дрегонсе у Супер лиги.

## Биографија
Родио се у држави Нови Јужни Велс. 

### Рагби 13 каријера
Игра у дијагонали, на позицији крило или центар. У млађим категоријама наступао је за Валеј дрегонсе. Професионалну каријеру започео је 2017. у тиму Канбера рејдерси. Проглашен је за рукија сезоне НРЛ 2017. 
2019. је играо за Нови Јужни Велс у Стејт оф ориџин, али је повредио зглоб. 
2021. је прешао да игра за Кантербери Бенкстаун булдогсе, за зараду од 600 000 долара по години. У 14 утакмица постигао је 3 есеја.
2022. вратио се у Канбера рејдерсе, одиграо је 21 утакмицу, а постигао 7 есеја. 
До сада је одиграо 2 тест утакмице за рагби 13 репрезентацију Аустралије, "Кангаросе".
2024. одлази у Европу и потписује уговор са француским гигантом Каталанс дрегонсима.
- 2017. - 24 утакмице, 16 есеја, 64 поена
- 2018. - 24 утакмице, 12 есеја, 48 поена
- 2019. - 22 утакмице, 4 есеја, 16 поена
- 2020. - 23 утакмице, 14 есеја, 56 поена
- 2021. - 14 утакмице, 3 есеја, 12 поена
- 2022. - 21 утакмица, 7 есеја, 28 поена
- 2023. - 13 утакмице, 3 есеја, 12 поена
- 2024. - 8 утакмице, 4 есеја, 16 поена